# Bibost
Bibost – miejscowość i gmina we Francji, w regionie Owernia-Rodan-Alpy, w departamencie Rodan.
Według danych na rok 1990 gminę zamieszkiwało 351 osób, a gęstość zaludnienia wynosiła 67 osób/km² (wśród 2880 gmin regionu Rodan-Alpy Bibost plasuje się na 1280. miejscu pod względem liczby ludności, natomiast pod względem powierzchni na miejscu 1498).